# Cantó de Saint-Pierre-d'Albigny
El cantó de Saint-Pierre-d'Albigny és un cantó francès del departament de la Savoia, situat al districte de Chambéry. Té 5 municipis i el cap és Saint-Pierre-d'Albigny.

## Municipis
- Cruet
- Fréterive
- Saint-Jean-de-la-Porte
- Saint-Pierre-d'Albigny
- La Thuile

## Història
| Data d'elecció                           | Identitat          | Partit          | Qualitat                                              |
| ---------------------------------------- | ------------------ | --------------- | ----------------------------------------------------- |
| 1951-1976                                | Jean Delachenal    | CNIP després RI | Diputat (1958-1973) Alcalde de Saint-Pierre-d'Albigny |
| 1976-2001                                | Michel Ménard      | PS després DVG  |                                                       |
| 2001-2008                                | Jean-Louis Boisson | DVD             |                                                       |
| 2008-en curs                             | Christiane Brunet  | DVD             | Consellera municipal de Saint-Pierre-d'Albigny        |
| les dades anteriors no són pas conegudes |                    |                 |                                                       |
|                                          |                    |                 |                                                       |

## Demografia
| 1882                                            | 1926 | 1962 | 1968 | 1975 | 1982  | 1990  | 1999  | 2008  |
| ?                                               | ?    | ?    | ?    | ?    | 4.463 | 5.232 | 5.758 | 6.308 |
| ----------------------------------------------- | ---- | ---- | ---- | ---- | ----- | ----- | ----- | ----- |
| A partir de 1990: Població sense dobles comptes |      |      |      |      |       |       |       |       |